# Okinawa Kobudo
Kobudo (古武道), é uma arte marcial de manejo de diversas armas que foi criada na ilha de Okinawa e nas demais ilhas do arquipélago Ryukyu, ao sul do Japão. Tem sua origem ligada ao Karate, que também nasceu em Okinawa. Usualmente o termo Kobudo é traduzido como “caminho das antigas artes marciais”. O Kobudo também é comumente chamado por seus praticantes pelos termos Ryukyu Kobudo (琉球古武道), Okinawa Kobudo (沖縄古武道) ou ainda simplesmente Kobudo de Okinawa. Esses termos são usados para distinguir o Kobudo criado em Okinawa das artes marciais dos Samurai criadas nas ilhas principais do Japão e que são denominadas pelos termos Kobujutsu, Koryu e também Kobudo. Algumas vezes o termo Kobujutsu (古武術) também é usado como sinônimo de Kobudo de Okinawa.

## História do Kobudo
Pré-história do Kobudo
A história do Kobudo está intimamente ligada à história de Okinawa. Ao longo do século XIV os diversos territórios da ilha haviam se unificado em torno de três reinos beligerantes. Acredita-se, por conta disso, que esse tenha sido um período de grande desenvolvimento nas artes marciais. O século XV trouxe a vitória do reino de Chuzan sobre os demais, permitindo que a ilha fosse unificada sob um governo.
Décadas depois, o poder central institui uma série de mudanças no arquipélago, incluindo a proibição de portar armas. Em decorrência, técnicas próprias começaram a ser desenvolvidas para a utilização de instrumentos agrícolas e do dia-a-dia como armas de defesa pessoal. Não existe consenso entre os pesquisadores se a iniciativa ocorreu entre os agricultores e pescadores ou entre os Peichin – a classe guerreira de Ryukyu.
É praticamente certo, no entanto, que o prospero comércio nos séculos XV e XVI entre Ryukyu e diversos países asiáticos contribui para o desenvolvimento do Kobudo. Fortes similaridades são encontradas entre antigas armas chinesas e aquelas utilizadas no arquipélago.
Em 1609 Ryukyu foi invadido pelo han Satsuma (ligado ao shogun Tokugawa), que reforçou a política de banimento de armas, incluindo a proibição da importação de armas de metal. Esse cenário torna-se rico para o desenvolvimento de artes marciais não centradas no uso da espada, que por fim irão formar o Karate e Kobudo tal como conhecemos.
Devido às proibições impostas, os ensinamentos dessas artes marciais eram passados de forma velada entre seus praticantes, estando fora do alcance público durante séculos. Da mesma forma pouquíssima documentação foi produzida a respeito, dificultando o entendimento da história de sua criação e desenvolvimento.
Foi somente no início do século XX que mestres como Moden Yabiku, Shinko Matayoshi e Shinken Taira deram início a um trabalho de pesquisa sistemática visando à continuidade da prática do Kobudo, tornando-o disponível para toda a sociedade.
Nascimento do Kobudo
O Kobudo de Okinawa tem seu nascimento e sistematização ligados a Shinken Taira no ínicio do século XX. Nascido com o nome de Shinken Maezato na ilha de Okinawa, Shinken Taira treinou Karate Shotokan com Gichin Funakoshi em Toquio, com ele aprendeu os fundamentos das armas de Okinawa. Foi aconselhado por Funakoshi a aprofundar seus conhecimentos nas armas de Okinawa com Kenwa Mabuni, fundador do estilo Shito-ryu de Karate. Posteriormente voltou para Okinawa para aprender e preservar os conhecimentos das armas da ilha. Entre as pessoas com quem aprendeu as antigas armas de Okinawa está Moden Yabiku. Shinken Taira foi o responsável pela nomeação do sistema de armas de Okinawa como Kobudo. Foi ele o principal entusiasta do Kobudo, sua propagação e preservação. Concomitantemente outros Sensei importantes para o desenvolvimento do Karate de Okinawa também trabalhavam para preservar o Kobudo de Okinawa. Nomeadamente alguns deles são: Kenwa Mabuni da Shito-ryu, Shoshin Nagamine do Matsubayashi(Shorin)-ryu e Shinpo Matayoshi do Matayoshi Kobudo, essa última talvez uma das linhagens de Kobudo mais treinadas no ocidente com diversas escolas descendentes dela. O Kobudo está presente em muitas escolas e estilos do Karate de Okinawa, mas as duas principais linhagens de Kobudo são as linhagens de Shinken Taira e Shinpo Matayoshi.
Quem pratica o Kobudo é denominado Kobudoka (古武道家). A roupa com que se treina Kobudo é denominado KobudoGi (古武道着). Comumente se trata da mesma vestimenta do Karate, o KarateGi (空手着) branco, mas muitas linhagens de Kobudo, principalmente as ligadas ao Matayoshi Kobudo, usam a calça branca com o casaco preto. É comum também o uso de Kobudogi todo preto como usado, por exemplo, na organização Ryukyu Kobudo Hozonkai. No Kobudo também se utiliza o sistema de graduação por faixas coloridas Kyu/Dan que é usado no Karate. A ordem das cores das faixas varia de organização para organização. Algumas escolas de Okinawa Karate e Kobudo não possuem graduações distintas para quem treina o Kobudo, nessas escolas o Kobudo faz parte do currículo da escola, é o caso, por exemplo, do Matsubayashi(Shorin)-ryu, Seibukan Shorin-ryu, Meibukan Goju-ryu e o Isshin-ryu.

## Armas do Kobudo
Bo
o Bo é um bastão que possui um tamanho padrão aproximado de 1,80m de comprimento, que vem da medida em japonês Rokushaku.

Sai
Sai é um tridente de metal, é uma arma do Kobudo utilizada em pares ou até em trio. Uma variação da arme é chamada de Manji Sai.

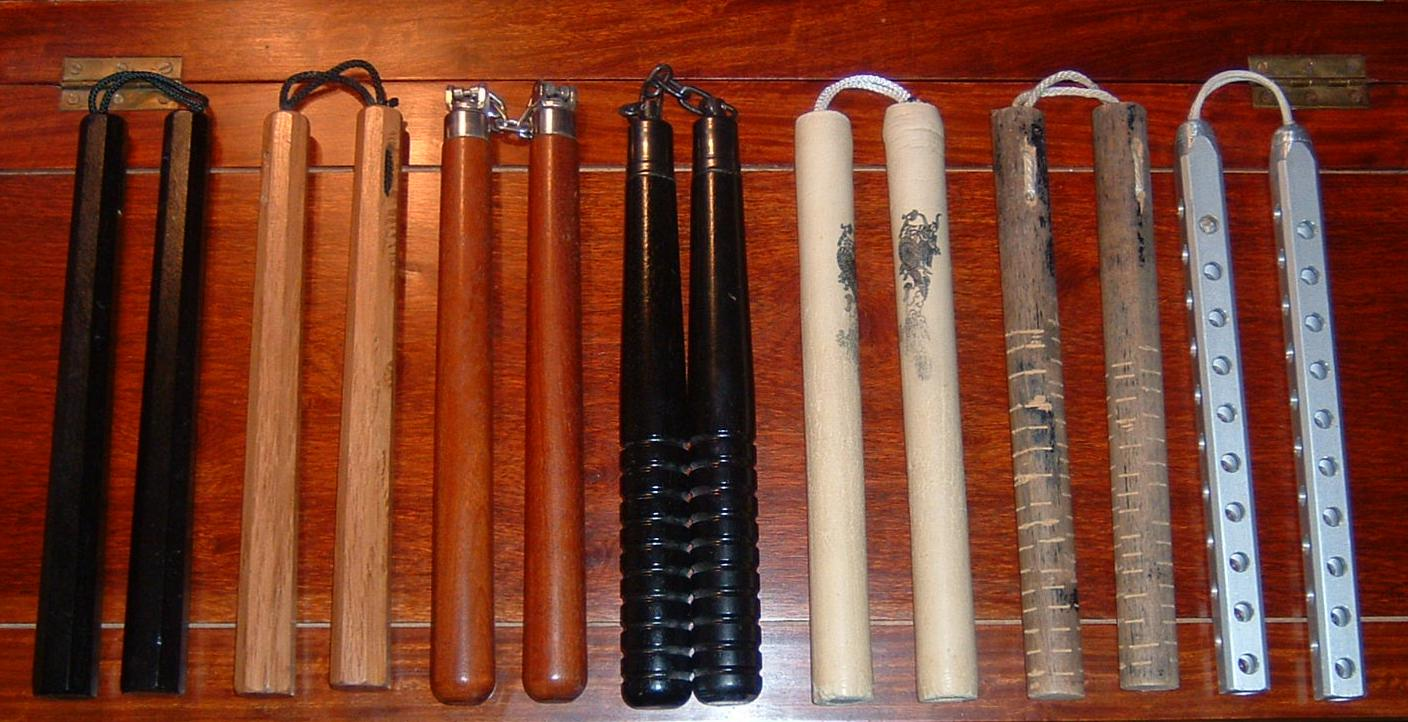
Nunchaku
Nunchaku consiste de duas peças de madeira atadas por uma corda.

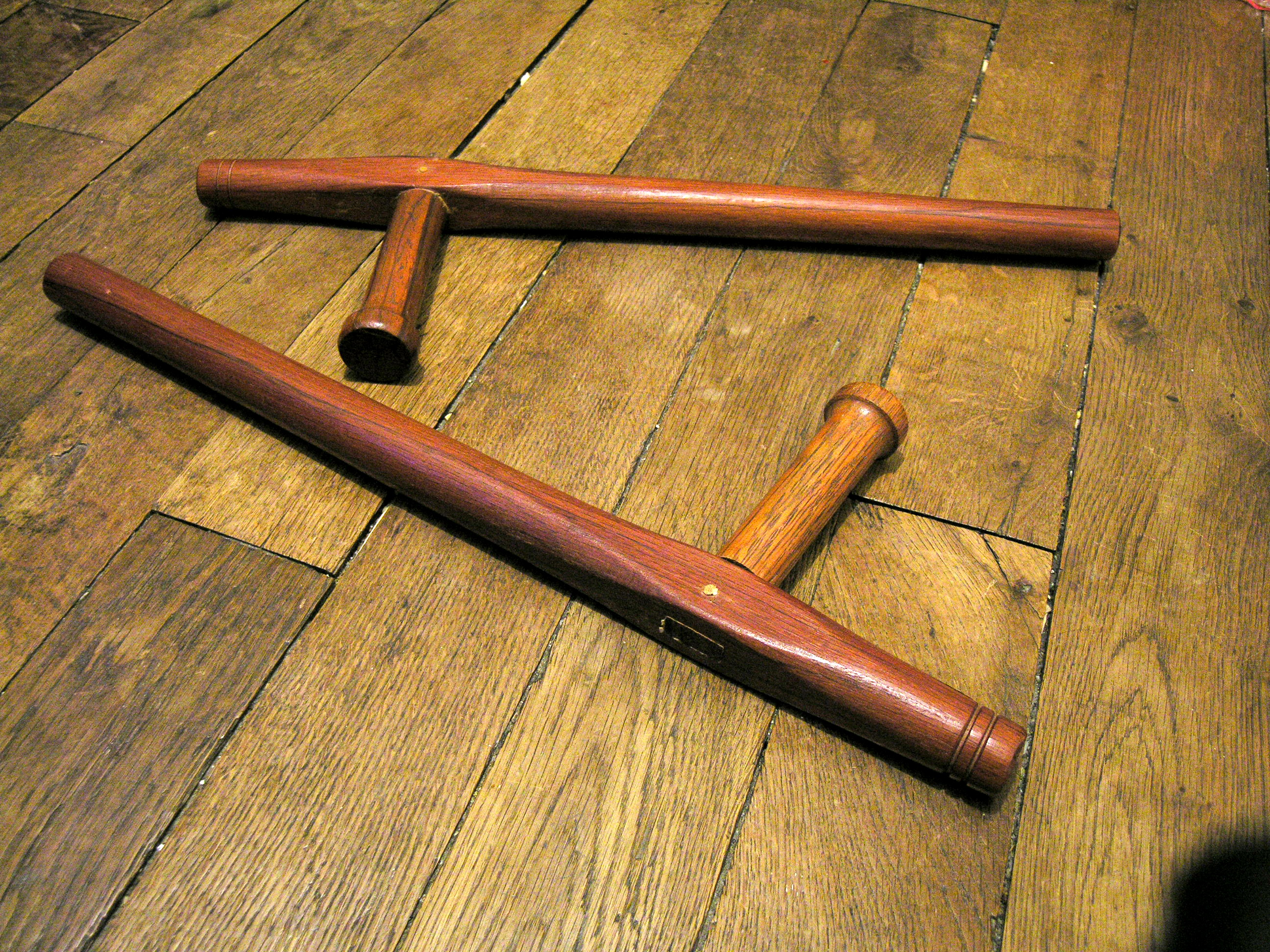
Tonfa
Tonfa, Tunfa ou Tunkua é uma arma feita em madeira utilizada aos pares.

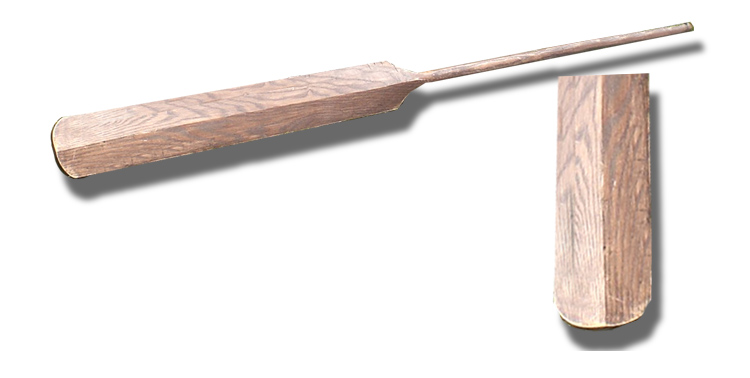
Eku
Eku é o remo que era utilizado em Okinawa, que passou a ser usado como arma de defesa.

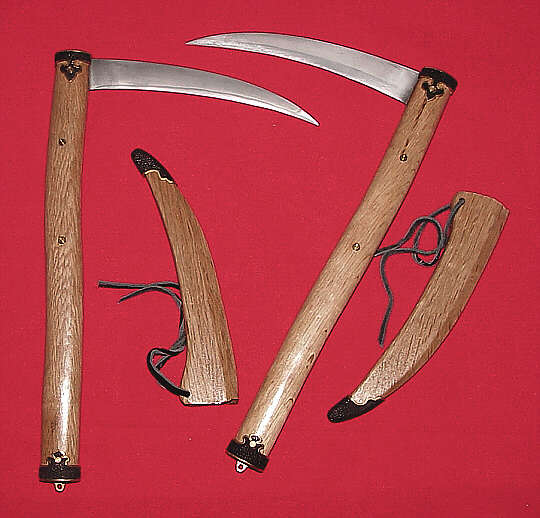
Kama
Kama é uma pequena foice utilizada aos pares ou sozinha. era usada nas plantações de cereais e outros.

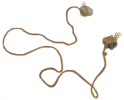
Suruchin
Suruchin é uma corda de 2 a 3 metros com uma pedra atada em cada ponta.
Tinbe e Rochin
Tinbe é um escudo pequeno. Rochin é uma pequena lança.
Tekko
Tekko são peças de metal usadas em ambas as mãos.

Armas adicionais da linhagem Matayoshi
Nunti Bo
Bastão Bo com um Manji Sai em uma das pontas.
Kuwa
Kuwa é uma enchada,mas com caracteristicas próprias de Okinawa no formato da lâmina de metal.
Sansetsu Kon
Bastão em três partes conectadas por corda ou corrente.

## Kata do Kobudo
No Kobudo de Okinawa quase todas as armas são praticadas através de Kata semelhantes aos praticados no Karate.

### Linhagem Shinken Taira
Bo
Shushi no Kon Dai
Shushi no Kon Sho
Sakugawa no Kon Dai
Sakugawa no Kon Sho
Sueyoshi no Kon
Shishi no Kon
Urasoe Huntaguwa no Kon
Chinenshichanaka no Kon
Yuniga no Kon
Sesoko no Kon
Shirataru no Kon
Choun no Kon
Chikin Bo
ChatanYara no Kon
Kongo no Kon
Hantaguwa no Kon
Sai
Chikinshitahaku no Sai
Chatanyara no Sai
Hamahiga no Sai
Yaka no Sai
Tawada no Sai
Jigen no Sai (Manji)
Kojo (Kugusuku) no Sai
Hantagwa no Sai
Nunchaku
Maezato no Nunchaku
Akamine no Nunchaku
San Bon Nunchaku
Tonfa
Hama Higa no Tunfa
Yara Guwa no Tunfa
Tekko
Maezato no Tekko
Kama
Toyama no Nicho Gama
Kanegawa no Nicho Gama
Eku
Chikin Sunakake (Tsuken Sunakake) no Eku
Tinbe
Kanegawa no Tinbe
Suruchin
Maezato no Suruchin

### Linhagem Matayoshi[1]
Bo
Shushi no Kun
Choun no Kun
Chikin no Kun
Shishi no Kun
Sakugawa no Kun
Sai
Nicho Sai
Sancho Sai
Shinbaru no Sai
Nunchaku
Nunchaku no Kata
Tunkua
Tunkua Ichi
Tunkua Ni
Kama
Kama no Kata
Eku
Chikin Akachu no Ueku Di
Tinbe
Tinbe no Kata
Suruchin
Suruchin no Kata
Sansetsu Kon
Sansetsu Kon no Kata
Kuwa
Kuwa no Kata
Nunti Bo
Nunti no Kata

### Matsubayashi(Shorin)-Ryu Kobudo[2]
Bo
Shiromatsu no Kun
Shirataro no Kun
Sakugawa no Kun
Shushi no Kun
Choun no Kun
Sai
Chomo Hanagusuku no Sai
Kyan no Sai
Nunchaku
Maezato no Sho
Nunchaku Sho
Tonfa
Tonfa no Kata
Kama
Kishaba no Kama

### Meibukan Kobudo[3]
Bo
Gekisai Ichi Bo
Gekisai Ni Bo
Saifa Bo
Sai
Gekisai Ichi Sai
Gekisai Ni Sai
Saifa Sai
Shisochin Sai

## Organizações de Kobudo em Okinawa[4]
Ryukyu Kobudo Ryukonkai
Ryukyu Kobudo Hozon Shinkokai
Ryukyu Kobudo Shimbukan
Okinawa Dento Kobudo Hozonkai
Ryukyu Kobudo Eiryukai
Ryukyu Kobudo Teshinkan Kyokai
Okinawa Kobudo Doshi Renseikai
Ryukyu Kobudo Seidokai
Ufuchikuden Ryukyu Kobujutsu Hozonkai
Ryukyu Dento KobuJutu Hozon Budo Kyokai
Motobu Udundi Kobujutu Kyokai
Bugeinokai Sekai Seido Kyokai
Motobu Muti Gassen Tuidi
Shuri Motobu-ryu Karatedo
Okinawa Kobudo Kokusai Rengokai
International Okinawa Karate Kobudo Jinbukai
Okinawa Ryuei-ryu Karate Kobudo Organization

## Kobudo no Brasil
Jinbukai Kobudo - Okinawa Shorin-ryu Karatedo Jyureikan e Kobudo Jinbukai do Brasil. Escola Jinbukai de Kobudo e Karate Goju-ryu de Katsuyoshi Kanei.
Meibukan Kobudo - Meibukan Brazil. Kobudo exclusivo à escola Meibukan de Karate Gojyu-ryu de Meitoku Yagi.
Ryuei-ryu Kobudo - Shodokan Kartedo Goju-ryu e Kobudo. Estilo Ryuei-ryu de Karate e Kobudo de Norisato Nakaima.
Ryukyu Kobudo Shinbukan - Nanbenkai Honbu Dojo. Escola de Kobudo de Hiroshi Akamine, linhagem Shinken Taira.
Senbukai Kobudo - Senbukai do Brasi. Escola de Karate Goju-ryu e Kobudo de Kanki Izumikawa.
Shinshukan Kobudo - Shinshukan. Escola de Kobudo e Shorin-ryu de Yoshihide Shinzato, linhagem mista Shinken Taira e Matayoshi.

## Kobudo na cultura popular
Diversos filmes, séries, jogos, quadrinhos e mangás utilizam as armas do Kobudo de Okinawa em suas histórias, mas nem sempre os devidos créditos a essa arte marcial nativa de Okinawa são dados, o que leva geralmente a enganos históricos.
Tartarugas Ninjas é originalmente um quadrinho norte-americano que foi expandido para outras mídias como filmes, jogos de videogame, desenhos animados, etc. Sua historia gira em torno de quatro tartarugas mutantes adolescentes que são ninjas. Três dos personagens utilizam armas do Kobudo de Okinawa, Donatello usa o Bo, Michelangelo usa um par de Nunchaku e Raphael usa um par de Sai.
Fist of Fury e Enter the Dragon são filmes do ator Bruce Lee que fizeram a arma do Kobudo Nunchaku se tornar extremamente popular no Ocidente. Bruce Lee aprendeu a manejar a arma com um praticante de Kobudo e Karate.
O personagem de quadrinhos da Marvel, o Demolidor, utiliza uma arma que se tranforma em um Nunchaku. A personagem Elektra do mesmo quadrinho utiliza um par de Sai. Elektra também apareceu utilizando o Sai no filme Elektra de 2005.
No Mangá Rurouni Kenshin ou Samurai X, o vilão Usui utiliza o Tinbe e o Rochin do Kobudo de Okinawa como suas armas.
No filme Karate Kid II, que se passa em Okinawa, durante uma cena, o personagem Sr. Miyagi utiliza um Nunti Bo.
No jogo Street Fighter Alpha 3 Max a personagem Maki utiliza um par de Tonfa. No jogo Final Fight 2, onde a personagem surgiu, também é possível usar a tonfa como arma.
No filme The Mummy Returns as personagens Anck-Su-Namun e Nerfetite tem um duelo utilizando um par de Sai cada uma.